# Esenbeckia divergens
Esenbeckia divergens är en tvåvingeart som beskrevs av Philip 1969. Esenbeckia divergens ingår i släktet Esenbeckia och familjen bromsar. Inga underarter finns listade i Catalogue of Life.